# Roger Taylor (Duran Duran)
Roger Andrew Taylor (Birmingham, 26 april 1960) is de drummer van Duran Duran.
In 1979 voegde hij zich bij Duran Duran. In 1986 kondigde Roger Taylor zijn vertrek uit de band aan. Later stapten ook Andy Taylor en John Taylor uit de band. In 2001 besloten de enige overgebleven oorspronkelijke bandleden Simon le Bon en Nick Rhodes de drie Taylors te polsen voor een reünie van de fab five, die hier wel wat in zien. In 2003 ging de band in de originele bezetting weer op tournee.

## Trivia
- De drummer van de Britse rockband Queen heet ook Roger Taylor. Queen was in de jaren 80 een grote concurrent van Duran Duran en de namen van beide drummers werden nogal eens met elkaar verward.

- Biblioteca Nacional de España: XX1554784
- Bibliothèque nationale de France: cb13900324z (data)
- International Standard Name Identifier: 0000 0001 1451 0544
- Library of Congress Control Number: no2009152263
- MusicBrainz: f2b7fc94-1e8d-4f4d-9a3f-620c1a5ac564
- Nederlandse Thesaurus van Auteursnamen: 070905029
- Istituto Centrale per il Catalogo Unico: DDSV184048
- Virtual International Authority File: 87282464
- WorldCat: E39PBJbxy9WqQK69Vc8bRh34v3